# Герхард Шредер
Ге́рхард Фріц Курт Шредер (нім. Gerhard Fritz Kurt Schröder; МФА: [ˌɡeɐ̯haɐ̯t ˈʃʁøːdɐ] ( прослухати); 7 квітня 1944) — німецький проросійський політик, колишній голова Соціал-демократичної партії Німеччини (1999—2004), федеральний канцлер ФРН з 27 жовтня 1998 до 22 листопада 2005 року.
2005 року ініціював вотум довіри (який програв), а потім дострокові вибори до Бундестагу, які також програв. Голова комітету акціонерів компанії Nord Stream AG, член правління Газпрому; особистий друг Путіна.

## Життєпис

### Ранні роки
Герхард Шредер народився 7 квітня 1944 року в бідній протестантській родині в селищі Мосенберг (Північний Рейн-Вестфалія). У родині Шредерів було двоє синів, їх виховувала мати, яка працювала на фермі.

#### Батько у Вермахті
Батько Шредера служив у вермахті з 1940 року. Наприкінці 1943 року він побував у короткій відпустці, а в середині 1944 року одержав листа від своєї дружини Еріки про народження сина Герхарда. 4 жовтня 1944 року Фріц Шредер загинув. Свого батька Герхард Шредер не бачив, але його фото у військовій формі Вермахту тримав на робочому столі. 12 серпня 2004 Шредер побував у Румунії, де він уперше відвідав могилу свого батька, що знаходиться у селі Чеану-Маре в Трансильванії.

#### Навчання і юридична практика
Коли Ґерхарду було 14 років, він був залишив школу і почав працювати молодшим продавцем. Пізніше він вступив на юридичний факультет Геттінгенського університету і закінчив його 1976 року. Закінчивши університет, Шредер працював юристом, з 1978 до 1990 у нього була приватна юридична практика в Ганновері.

#### Партійна діяльність
З 1963 року Шредер — активіст соціал-демократичної партії Німеччини (СДПН). У 1978 році його обрали керівником молодіжної секції партії СДПН. А в 1980 році він був вперше обраний в Бундестаг, нижню палату німецького парламенту. Спочатку Шредер співпрацював з ультралівим крилом СДПН, але поступово його політичні погляди стали помірнішими. Протягом 1990-х років він став позитивніше ставитися до ділового оточення. Був членом наглядової ради компанії «Фольксваген».
У 1986 році Шредер був керівником фракції СДПН у парламенті Нижньої Саксонії. Потім почав працювати в головній структурі партії СДПН. Коли в 1990 році СДПН ввійшла в коаліцію з партією зелених, Герхард Шредер став міністром-президентом землі Нижня Саксонія і залишався на цій посаді до 1998 року.

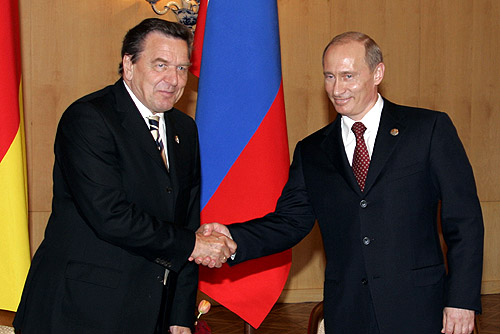
Шредер та Путін, 2005

У квітні 2000 року СДПН висунула кандидатуру Шредера на посаду канцлера Німеччини. СДПН виграла вибори 27 вересня 2000 року, на чому фактично закінчилася політична кар'єра Гельмута Коля, який був канцлером протягом 16 років.

#### Прихід до влади
Очолювана Шредером (у той час — прем'єр-міністром Нижньої Саксонії) коаліція соціал-демократів і зелених прийшла до влади в жовтні 1998 після 16-літнього перебування в опозиції з обіцянками модернізувати економіку, підтримати підприємництво й зберегти системи соціального захисту. Перемозі соціал-демократів сильно сприяла обіцянка покласти кінець зростанню безробіття й економічному застою в країні.
Нове керівництво мало вибрати між двома концепціями подолання кризи — скорочення соціальної підтримки населення (запропонована ліберальними економістами) або підвищення податків для заможніших прошарків суспільства (ліві соціал-демократи на чолі з Оскаром Лафонтеном). Шредер вибрав перший варіант, що привело до розриву з Лафонтеном, який залишив керівництво СДПН. У той же час спроба Шредера приступити до виконання програми урізування соціальних прав громадян привела до стрімкого падіння підтримки СДПН населенням.
Не зумівши вирішити структурні економічні проблеми, Шредер ледь не зазнав поразки на виборах 22 жовтня 2002 року. Тільки тверда опозиція американському вторгненню в Ірак і ефективна допомога жертвам повені на сході Німеччини допомогли СДПН одержати невелику перевагу над ХДС.
У березні 2003 року Шредер запустив програму структурних економічних реформ, відому як «Програма 2010» (Agenda 2010). Вона передбачала обмеження витрат на охорону здоров'я, пенсійне і соціальне забезпечення, а також лібералізацію трудового законодавства з метою стимулювання створення нових робочих місць. Це, однак, не дозволило побороти економічну стагнацію, а кількість безробітних у Німеччині збереглося на рівні 5 млн чоловік, або 12 % працездатного населення.
У 2004 році ряди СДПН залишила велика кількість членів партії з лівими поглядами. У 2005 році вони разом з колишніми комуністами НДР створили Ліву партію. У 2004 році Шредер пішов у відставку з посади голови СДПН, а його спадкоємцем став Франц Мюнтеферін.
22 травня 2005 року після поразки на місцевих виборах у землі Північний Рейн-Вестфалія Шредер оголосив про рішення СДПН ініціювати проведення дострокових національних виборів вже у вересні 2005 року, тобто за рік до закінчення терміну його повноважень.
Соціал-демократи керували в Північному Рейн-Вестфалії останні 39 років, але 22 травня одержали тут лише 37,1 % голосів, у той час як ХДС — 44,8 %. Поразка позбавила Шредера більшості в бундесраті, відтоді вона належала коаліції ХДС/ХСС.
Дострокові вибори пройшли 18 вересня 2005. Неочікувано для всіх СДПН одержала лише на 1 % менше голосів ніж блок ХДС/ХСС. Християнські демократи не змогли сформувати парламентську більшість без соціал-демократів, але умовою створення «великої коаліції» стало канцлерство Ангели Меркель. Герхард Шредер заявив, що йде з політики.

#### Дружба з Путіним і лобіювання інтересів РФ
Колишній канцлер Німеччини активно лобіює інтереси режиму Володимира Путіна і зокрема державної компанії Газпром. Зокрема, у жовтні 2016 року Герхард Шредер очолив раду директорів компанії Nord Stream 2 AG, створену для спорудження системи транспортування газу Північний потік-2. Він же керував консорціумом з будівництва першого Північного потоку, у якому його місячна зарплата становила 250 тис. євро.
Північний потік 2 — проект газопроводу загальною потужністю 55 млрд куб м. з РФ до ФРН по дну Балтійського моря. Маршрут і точка входу в газотранспортну систему Німеччини у місті Грайфсвальд мають бути ті самі, що й у першого проекту, який було введено в дію 2011 року.
Проект розглядається великою кількістю західних експертів як пряма загроза суверенітету і територіальній цілісності України. Після його побудови РФ втратить важливі запобіжники для прямого військового вторгнення в Україну, оскільки Газотранспортна система України більше не буде потрібна РФ для транспортування газу до Європи.
3 травня 2020 року Шредер заявив, що «жоден президент РФ не поверне Криму» і потрібно зняти санкції з РФ. Також він заявив, що мир на Донбасі можливий тільки за умови федералізації України.
8 листопада 2018 року Шредера було внесено до бази «Миротворця» через інтерв'ю німецькій газеті Aachener Nachrichten, під час якого він відповів на питання про анексію Криму.
Промосковська та корупційна складові діяльності Шредера ввели в обіг нове слово — «шредеризація» (англ. «Schroederization», нім. «Schröderisierung»), що визначається як корупціалізація Кремлем політичної еліти країн Європи (корупція на експорт).
19 травня 2022 року бюджетний комітет Бундестагу позбавив Шредера деяких особливих прав через його підтримку політики Путіна. Було закрито офіс Шредера, але він і надалі мав право на пенсію і особистий захист.

## Приватне життя
Шредер був одружений чотири рази, але у нього немає власних дітей.
- 1-ша дружина — Єва Шубах (1968−1972)
- 2-а дружина — Анне Ташенмахер (1972—1984)
- 3-тя — дипломована політолог Гільтруд Шветьє (1984—1997)
- 4-та — журналістка Доріс Кепф (Doris Köpf, 1997—2015), була молодша за нього на 19 років.

У 2004 році родина Шредерів удочерила трирічну дівчинку-сироту з дитячого будинку в Санкт-Петербурзі. Дівчинку звати Вікторія. Крім 3-річної Вікторії вони виховують 13-річну Клару, дочку Доріс від першого шлюбу.

## Характеристики
- Том Лантос, голова Комітету закордонних справ Конгресу США:|  | Я назвав його <Шредера> політичною проституткою, тепер, коли він став брати великі гроші від Путіна. Однак секс-працівниці в моєму районі запротестували, щоб я більше не використовувати цю фразу |

## Нагороди
- Премія «Квадрига» 2007 року[11][12]